# (20826) 2000 UV13
(20826) 2000 UV13とは、アポロ群に属する地球近傍天体の1つである。

## 物理的性質
2000 UV13は、2000年10月21日に美星スペースガードセンターによって発見された。絶対等級は13.5であり、推定される直径は5kmから12kmである。これは、地球の公転軌道をまたぐ小惑星としてはシシュフォスに次いで2番目に大きなものである。
2000 UV13は、白亜紀末の約6550万年前に地球に衝突し、恐竜を含む多くの生物を絶滅させた大量絶滅の原因である、チクシュルーブ・クレーターを作り出した小惑星と同程度の大きさである。当時、地球の軌道をまたぐ小惑星は、直径が5kmを超えるものは全て発見されていると言われていたが、2000 UV13の発見によって、同程度のサイズを持つ未発見小惑星がまだ存在する可能性が示された。
スペクトル分類はSq型小惑星、自転周期は12時間である。

## 軌道の性質
2000 UV13の軌道長半径は2.42AUと、およそ小惑星帯に位置するが、離心率が0.633と大きいため、地球と火星の公転軌道をまたぐ。特に地球に対しては、潜在的に地球と衝突する可能性をもつ小惑星 (PHA) ではないが、それに近い軌道を持つ。2000 UV13は、軌道計算により1050万km(0.07AU)まで接近する可能性があるが、近年で最も接近するのは2182年3月7日の1830万km(0.1221AU)である。
木星には、2164年11月6日に1億8000万km　(1.2051AU)　まで接近する。